# 原田千重
原田 千重（はらだ ちえ、1961年11月25日 - ）は、日本の元女子バスケットボール選手である。大阪府出身。
全日本メンバーとして1983年の世界選手権に出場した。